# Boneau (Montana)
Boneau es un lugar designado por el censo ubicado en el condado de Chouteau en el estado estadounidense de Montana. En el Censo de 2010 tenía una población de 380 habitantes y una densidad poblacional de 59,81 personas por km².

## Geografía
Boneau se encuentra ubicado en las coordenadas 48°17′31″N 109°51′52″O / 48.29194, -109.86444. Según la Oficina del Censo de los Estados Unidos, Boneau tiene una superficie total de 6.35 km², de la cual 6.09 km² corresponden a tierra firme y (4.08%) 0.26 km² es agua.

## Demografía
Según el censo de 2010, había 380 personas residiendo en Boneau. La densidad de población era de 59,81 hab./km². De los 380 habitantes, Boneau estaba compuesto por el 1.58% blancos, el 0% eran afroamericanos, el 96.58% eran amerindios, el 0% eran asiáticos, el 0% eran isleños del Pacífico, el 0% eran de otras razas y el 1.84% pertenecían a dos o más razas. Del total de la población el 3.42% eran hispanos o latinos de cualquier raza.